# Евгений Алексиев
Евгений Алексиев е френски оперен певец (баритон) от български произход.

## Биография
Роден е в Сливен, България през 1967 г. Завършил е Консерваторията в София. От 1992 г. се установява в Бордо, Франция.

## Роли
- Жорж Бизе: Ескамилио в „Кармен“
- Джузепе Верди: Родриго – маркиз Поза в „Дон Карлос“, Форд („Фалстаф“), Граф ди Луна („Трубадур“), Ренато („Бал с маски“), Дон Карлос ди Варгас в „Силата на съдбата“
- Волфганг Амадеус Моцарт: Дон Жуан в „Дон Жуан“, Папагено („Вълшебната флейта“), граф Алмавива; Фигаро („Сватбата на Фигаро“)
- Джоакино Росини: Фигаро в „Севилският бръснар“
- Гаетано Доницети: Белкоре в „Любовен еликсир“
- Джакомо Пучини: Марчело в „Бохеми“, Шарплес в „Мадам Бътерфлай“, Пинг в „Турандот“
- Чайковски: Евгений Онегин в „Евгений Онегин“
- Хендел: Минос в „Ариадна в Крит“
- Хенри Пърсел: Еней в „Дидона и Еней“
- Жул Масне: Атанаел в „Таис“, Монах-скулптор в „Жонгльорът от Нотр дам“